# Tião Neto
Sebastião Costa Carvalho Neto connu sous le nom de Tião Neto, né à Rio de Janeiro le 1er novembre 1931 et mort à Niterói le 13 juin 2001, est un contrebassiste de bossa nova et producteur de musique brésilien.
Il a été le bassiste de chanteurs renommés de la musique populaire brésilienne comme Tom Jobim, João Gilberto et Sérgio Mendes.

## Biographie
Il est élevé dans une famille de musiciens. A 7 ans il reçoit un prix de contrebasse après s'être produit à la radio de Bahia, où il vivait à l'époque. Plus tard, il travaille dans le domaine de l'aéronautique, mais décide d'abandonner l'activité pour orienter son intérêt vers la musique ; il reprend la contrebasse et est élève de Radamés Gnattali.
Il fait ses débuts dans les années 1950 au Clube Central de Niterói, où il rejoint d'autres musiciens, dont Sérgio Mendes, dans des sessions de jazz et participe à un festival de jazz en Uruguay. Au début des années 1960, il se produit pendant un certain temps dans un trio comprenant Méndes au piano et une succession de batteurs rotatifs. En 1963, il fait partie de la section rythmique avec Milton Banana pour enregistrer le LP Getz/Gilberto. La même année, en tournée aux États-Unis, il apparaît avec le trio Bossa Três, formé par Neto, Luís Carlos Vinhas au piano et Edison Machado à la batterie, et avec ce groupe, est invité au Ed Sullivan Show. Cette année-là également, il part en tournée au Mexique avec une formation comprenant Jorge Ben, Wanda Sá, Rosinha de Valença et le batteur Chico Batera. Il a également participé à une tournée européenne avec João Gilberto et Milton Banana.
En 1964, il se produit au Japon avec son trio qui soutient Nara Leão et l'année suivante, s'installe à Los Angeles, participant aux formations Mendes Brasil 65, 66, 77 et 88. De retour dans son pays natal, en 1984, il rejoint le Banda Nova de Tom Jobim avec lequel il est en salle d'enregistrement et sur scène, et pas seulement au Brésil ; il fait partie du Tião Neto Trio et de la Banda São Jorge et accompagne aussi Nana Caymmi (en) pendant trois ans. À partir de 1998, une carrière musicale parallèle s'ouvre pour Neto : il est en effet appelé à inventorier tout le répertoire de la musique brésilienne enregistré depuis 1907, mais il ne manque pas de se produire en live avec le groupe Bossa Três relancé. Il est aussi conférencier sur des sujets liés au jazz. Parmi les nombreuses distinctions, en 1968, il figure dans la liste des vingt meilleurs bassistes du monde établie par le magazine Playboy.